# Radiophonie Vol. 9
Radiophonie Vol. 9 es un álbum compuesto y producido por el músico francés Jean Michel Jarre, concebido como una banda sonora para la emisora de radio y televisión francesa France Info. El álbum fue publicado el 13 de enero de 2017. El tiraje original fue de 1000 ejemplares.

## Antecedentes
El encargo, composición y grabación de esta banda sonora se dio en el segundo semestre de 2016. Esta es la primera producción de estudio de Jarre en la que incorpora por primera vez elementos orquestados para sus composiciones electrónicas. La grabación de las piezas orquestales se llevó a cabo el 23 de septiembre de 2016, dirigida por Bruno Mantovani. Jarre contó con la asistencia de su habitual colaborador Claude Samard en la producción de los jingles.
Días previos al lanzamiento del álbum se dieron a conocer, de forma no oficial, pequeños extractos de los temas más destacados del álbum.

## Contenido
Radiophonie Vol. 9 contiene 99 piezas tituladas sencillamente «Hexagone 1» a «Hexagone 99», recordando un poco al estilo de sus primeros discos. La gran mayoría de los temas solo duran unos segundos y solo seis temas duran entre 2 y 3 minutos.
Al ser una banda sonora y contener tal número de pistas, la mayoría de éstas son variaciones de un mismo tema con un propósito de ambientación para un determinado espacio o segmento informativo de la radio emisora (como la sección de deportes, climatología o política).

## Lista de temas
| N.º | Título        | Duración |  |
| 1.  | «Hexagone 1»  | 0:23     |  |
| 2.  | «Hexagone 2»  | 0:21     |  |
| 3.  | «Hexagone 3»  | 2:27     |  |
| 4.  | «Hexagone 4»  | 0:10     |  |
| 5.  | «Hexagone 5»  | 2:28     |  |
| 6.  | «Hexagone 6»  | 2:14     |  |
| 7.  | «Hexagone 7»  | 0:10     |  |
| 8.  | «Hexagone 8»  | 0:18     |  |
| 9.  | «Hexagone 9»  | 2:34     |  |
| 10. | «Hexagone 10» | 0:14     |  |
| 11. | «Hexagone 11» | 0:14     |  |
| 12. | «Hexagone 12» | 0:14     |  |
| 13. | «Hexagone 13» | 0:23     |  |
| 14. | «Hexagone 14» | 3:24     |  |
| 15. | «Hexagone 15» | 0:10     |  |
| 16. | «Hexagone 16» | 0:19     |  |
| 17. | «Hexagone 17» | 0:18     |  |
| 18. | «Hexagone 18» | 0:13     |  |
| 19. | «Hexagone 19» | 0:09     |  |
| 20. | «Hexagone 20» | 0:19     |  |
| 21. | «Hexagone 21» | 2:59     |  |
| 22. | «Hexagone 22» | 0:19     |  |
| 23. | «Hexagone 23» | 2:44     |  |
| 24. | «Hexagone 24» | 0:14     |  |
| 25. | «Hexagone 25» | 0:23     |  |
| 26. | «Hexagone 26» | 0:23     |  |
| 27. | «Hexagone 27» | 0:24     |  |
| 28. | «Hexagone 28» | 0:13     |  |
| 29. | «Hexagone 29» | 3:22     |  |
| 30. | «Hexagone 30» | 3:12     |  |
| 31. | «Hexagone 31» | 2:39     |  |
| 32. | «Hexagone 32» | 0:14     |  |
| 33. | «Hexagone 33» | 0:09     |  |

| N.º | Título        | Duración |  |
| 34. | «Hexagone 34» | 1:54     |  |
| 35. | «Hexagone 35» | 0:15     |  |
| 36. | «Hexagone 36» | 0:13     |  |
| 37. | «Hexagone 37» | 0:24     |  |
| 38. | «Hexagone 38» | 0:20     |  |
| 39. | «Hexagone 39» | 0:18     |  |
| 40. | «Hexagone 40» | 3:16     |  |
| 41. | «Hexagone 41» | 0:10     |  |
| 42. | «Hexagone 42» | 0:07     |  |
| 43. | «Hexagone 43» | 0:21     |  |
| 44. | «Hexagone 44» | 0:10     |  |
| 45. | «Hexagone 45» | 0:12     |  |
| 46. | «Hexagone 46» | 0:14     |  |
| 47. | «Hexagone 47» | 2:34     |  |
| 48. | «Hexagone 48» | 0:28     |  |
| 49. | «Hexagone 49» | 0:15     |  |
| 50. | «Hexagone 50» | 0:12     |  |
| 51. | «Hexagone 51» | 0:14     |  |
| 52. | «Hexagone 52» | 0:20     |  |
| 53. | «Hexagone 53» | 0:22     |  |
| 54. | «Hexagone 54» | 0:16     |  |
| 55. | «Hexagone 55» | 0:12     |  |
| 56. | «Hexagone 56» | 0:23     |  |
| 57. | «Hexagone 57» | 0:12     |  |
| 58. | «Hexagone 58» | 0:58     |  |
| 59. | «Hexagone 59» | 0:17     |  |
| 60. | «Hexagone 60» | 0:16     |  |
| 61. | «Hexagone 61» | 0:19     |  |
| 62. | «Hexagone 62» | 0:47     |  |
| 63. | «Hexagone 63» | 0:12     |  |
| 64. | «Hexagone 64» | 0:29     |  |
| 65. | «Hexagone 65» | 0:13     |  |
| 66. | «Hexagone 66» | 0:14     |  |

| N.º   | Título        | Duración |  |
| 67.   | «Hexagone 67» | 0:10     |  |
| 68.   | «Hexagone 68» | 0:10     |  |
| 69.   | «Hexagone 69» | 0:10     |  |
| 70.   | «Hexagone 70» | 0:09     |  |
| 71.   | «Hexagone 71» | 0:08     |  |
| 72.   | «Hexagone 72» | 0:07     |  |
| 73.   | «Hexagone 73» | 0:06     |  |
| 74.   | «Hexagone 74» | 0:08     |  |
| 75.   | «Hexagone 75» | 0:09     |  |
| 76.   | «Hexagone 76» | 0:06     |  |
| 77.   | «Hexagone 77» | 0:10     |  |
| 78.   | «Hexagone 78» | 0:18     |  |
| 79.   | «Hexagone 79» | 0:09     |  |
| 80.   | «Hexagone 80» | 0:12     |  |
| 81.   | «Hexagone 81» | 0:07     |  |
| 82.   | «Hexagone 82» | 0:10     |  |
| 83.   | «Hexagone 83» | 0:08     |  |
| 84.   | «Hexagone 84» | 0:19     |  |
| 85.   | «Hexagone 85» | 0:17     |  |
| 86.   | «Hexagone 86» | 0:18     |  |
| 87.   | «Hexagone 87» | 0:17     |  |
| 88.   | «Hexagone 88» | 0:17     |  |
| 89.   | «Hexagone 89» | 0:14     |  |
| 90.   | «Hexagone 90» | 0:18     |  |
| 91.   | «Hexagone 91» | 0:17     |  |
| 92.   | «Hexagone 92» | 0:19     |  |
| 93.   | «Hexagone 93» | 0:16     |  |
| 94.   | «Hexagone 94» | 0:15     |  |
| 95.   | «Hexagone 95» | 3:23     |  |
| 96.   | «Hexagone 96» | 0:09     |  |
| 97.   | «Hexagone 97» | 0:10     |  |
| 98.   | «Hexagone 98» | 0:10     |  |
| 99.   | «Hexagone 99» | 0:10     |  |
| 61:18 |               |          |  |

## Observaciones
- Al ser este un lanzamiento tan descomunal en el repertorio de Jarre, la nueva producción discográfica no se encuentra dentro del catálogo de Sony Music, actual sello de Jean Michel. El álbum fue editado de forma independiente por France Info con el propósito de manejar de manera más sencilla la utilización de las composiciones originales de Jarre en sus medios.

- Datos: Q28575688